# Sankarea
Sankarea (jap. さんかれあ) – manga autorstwa Mitsuru Hattoriego, publikowana na łamach magazynu „Bessatsu Shōnen Magazine” wydawnictwa Kōdansha od grudnia 2009 do września 2014. Na jej podstawie studio Studio Deen wyprodukowało serial anime, który emitowano od kwietnia do czerwca 2012.

## Fabuła
Chihiro Furuya jest licealistą, który interesuje się zombie. Kolekcjonuje gry wideo, filmy i mangi z nimi związane, a nawet marzy o tym, by pocałować dziewczynę zombie. Po śmierci swojego pupila, Babu, próbuje go ożywić używając starego manuskryptu, który opisuje sposób na stworzenie mikstury wskrzeszającej. W tym czasie spotyka dziewczynę o imieniu Rea Sanka, która uciekła z domu. Próbując popełnić samobójstwo, Rea wypija próbkę mikstury „zmartwychwstania”, która została stworzona z trującego kwiatu hortensji, jednak nie udaje się jej zabić. Po kłótni z ojcem dziewczyna przypadkowo spada z klifu i umiera, jednak dzięki działaniu mikstury staje się zombie, które musi jeść liście hortensji, aby przeżyć. Historia opowiada o życiu Chihiro i jego nowej „dziewczyny zombie”.

## Bohaterowie

### Główni
- Chihiro Furuya (jap. 降谷 千紘 Furuya Chihiro)

Seiyū: Ryōhei Kimura 
- Rea Sanka (jap. 散華 礼弥 Sanka Rea)

Seiyū: Maaya Uchida 
- Ranko Saōji (jap. 左王子 蘭子 Saōji Ranko)

Seiyū: Sayuri Yahagi 
- Mero Furuya (jap. 降谷 萌路 Furuya Mero)

Seiyū: Yuka Iguchi 

### Rodzina Furuya
- Jogorō Furuya (jap. 降谷 茹五郎 Furuya Jogorō)

Seiyū: Shirō Saitō 
- Do’on Furuya (jap. 降谷 呶恩 Furuya Doōn)

Seiyū: Seirō Ogino 
- Yuzuna Furuya (jap. 降谷 柚菜 Furuya Yuzuna)

Seiyū: Yurika Hino 
- Babu (jap. ばーぶ Bābu)

Seiyū: Misato Fukuen 

### Inni
- Dan’ichirō Sanka (jap. 散華 団一郎 Sanka Dan’ichirō)

Seiyū: Unshō Ishizuka 
- Aria Sanka (jap. 散華 亜里亜 Sanka Aria)

Seiyū: Mayumi Asano 
- Darin Arciento Kurumiya (jap. 来宮・ダリン・アーシェント Kurumiya Darin Āshento)

Seiyū: Aiko Kusumi 

## Manga
Seria ukazywała się od 9 grudnia 2009 do 9 września 2014 w magazynie „Bessatsu Shōnen Magazine” wydawnictwa Kōdansha. Została również opublikowana w 11 tankōbonach, wydanych między 16 lipca 2010 a 7 listopada 2014.
| Nr | Data wydania (język japoński) | ISBN (język japoński)  |
| -- | ----------------------------- | ---------------------- |
| 1  | 16 lipca 2010                 | ISBN 978-4-06-384341-5 |
| 2  | 9 grudnia 2010                | ISBN 978-4-06-384412-2 |
| 3  | 9 marca 2011                  | ISBN 978-4-06-384453-5 |
| 4  | 9 sierpnia 2011               | ISBN 978-4-06-384529-7 |
| 5  | 9 lutego 2012                 | ISBN 978-4-06-384623-2 |
| 6  | 8 czerwca 2012                | ISBN 978-4-06-384682-9 |
| 7  | 9 listopada 2012              | ISBN 978-4-06-384762-8 |
| 8  | 7 czerwca 2013                | ISBN 978-4-06-384873-1 |
| 9  | 9 stycznia 2014               | ISBN 978-4-06-394977-3 |
| 10 | 9 czerwca 2014                | ISBN 978-4-06395-062-5 |
| 11 | 7 listopada 2014              | ISBN 978-4-06-395231-5 |

## Anime
12-odcinkowy telewizyjny serial anime na podstawie mangi został zapowiedziany w wydaniu magazynu „Bessatsu Shōnen Magazine” z października 2011. Seria została wyprodukowana przez Studio Deen i wyreżyserowana przez Shinichiego Omatę. Scenariusz napisał Noboru Takagi, postacie zaprojektował Kyūta Sakai, a muzykę skomponował Yukari Hashimoto. Anime było emitowane w Japonii między 5 kwietnia a 28 czerwca 2012. Motywem otwierającym jest „Esoragoto” (jap. 絵空事) w wykonaniu Nano Ripe, końcowym zaś „Above Your Hand” autorstwa Annabel. 8 czerwca i 9 listopada 2012 zostały wydane dwa odcinki OVA, które zostały dołączone wraz 6. i 7. tomem mangi. 3 odcinek OVA ukazał się 30 listopada tego samego roku na nośnikach Blu-ray i DVD.

## Light novel
Adaptacja w formie light novel, zatytułowana Sankarea: All Night-Rea Long (jap. さんかれあ　おーる・ないとれあ・ろんぐ), została wydana 2 lipca 2013 nakładem wydawnictwa Kōdansha pod imprintem Kōdansha Ranobe Bunko. Została napisana przez Ryō Suzukaze i zilustrowana przez Mitsuru Hattoriego.